# Johann Riederer
Johann Riederer (Unterföhring, 30 dicembre 1957) è un ex tiratore a segno tedesco.

## Palmarès

### Olimpiadi
- 1 medaglia:
  - 1 bronzo (Barcellona 1992 nel fucile 10 metri)